# Strophariaceae
Strophariaceae là một họ nấm trong bộ Agaricales. Trong một phân loại khoa học cũ, họ này bao gồm 18 chi, tương ứng với 1.316 loài. Họ nấm này được hai nhà nghiên cứu Rolf Singer và Alexander H. Smith miêu tả khoa học lần đầu tiên vào năm 1946.